# José Rodríguez Fuster
José Rodríguez Fuster (* srpen 1946, provincie Villa Clara) je kubánský malíř, sochař a keramik. Patří k významným osobnostem naivního umění a je nazýván „Karibský Picasso“.
Pochází z chudé rybářské rodiny, ve čtrnácti letech se zapojil do kampaně pro zvýšení gramotnosti v pohoří Sierra Maestra. V roce 1965 dokončil havanskou školu Escuela Nacional de Instructores de Arte a od roku 1966 pracoval v keramické dílně Cubanacán. V roce 1967 měl první výstavu. Od roku 1975 žije na havanském předměstí Jaimanitas, kde vytvořil komunitní výtvarné centrum Fusterlandia a vyzdobil svými malbami více než osmdesát domů. Inspiruje se kubánskou přírodou, folklórem a rituály náboženství santería. Deset metrů vysokou sochu The Olympus of The Five věnoval Kubánské pětici. Zúčastnil se keramického sympozia v německém městě Römhild. Měl více než sto samostatných výstav v různých zemích, věnuje se také knižní ilustraci. Je členem Asociace kubánských výtvarných umělců a jeho díla jsou vystavena v Národním muzeu umění v Havaně.

## Galerie

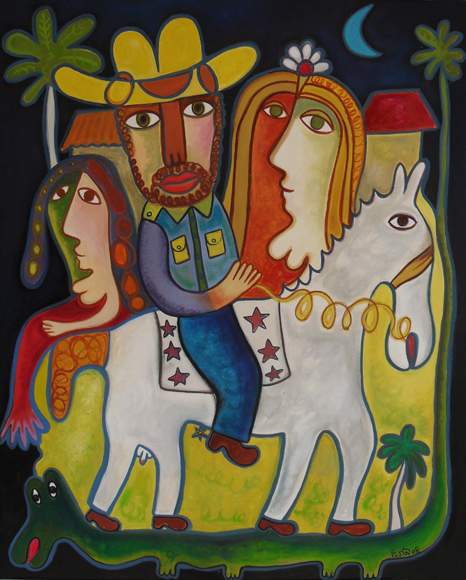
Na koni
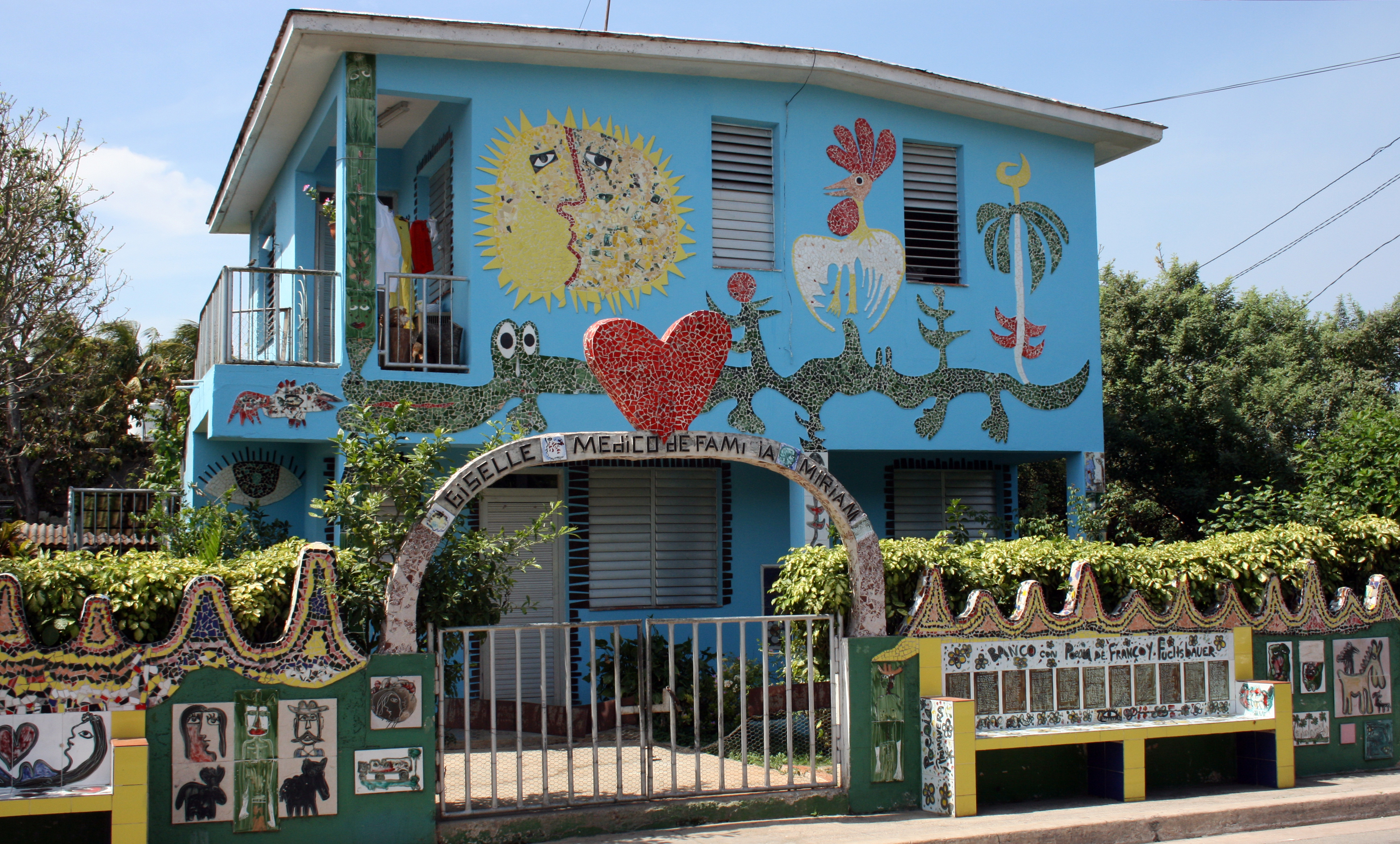
Lékařská ordinace v Jaimanitas
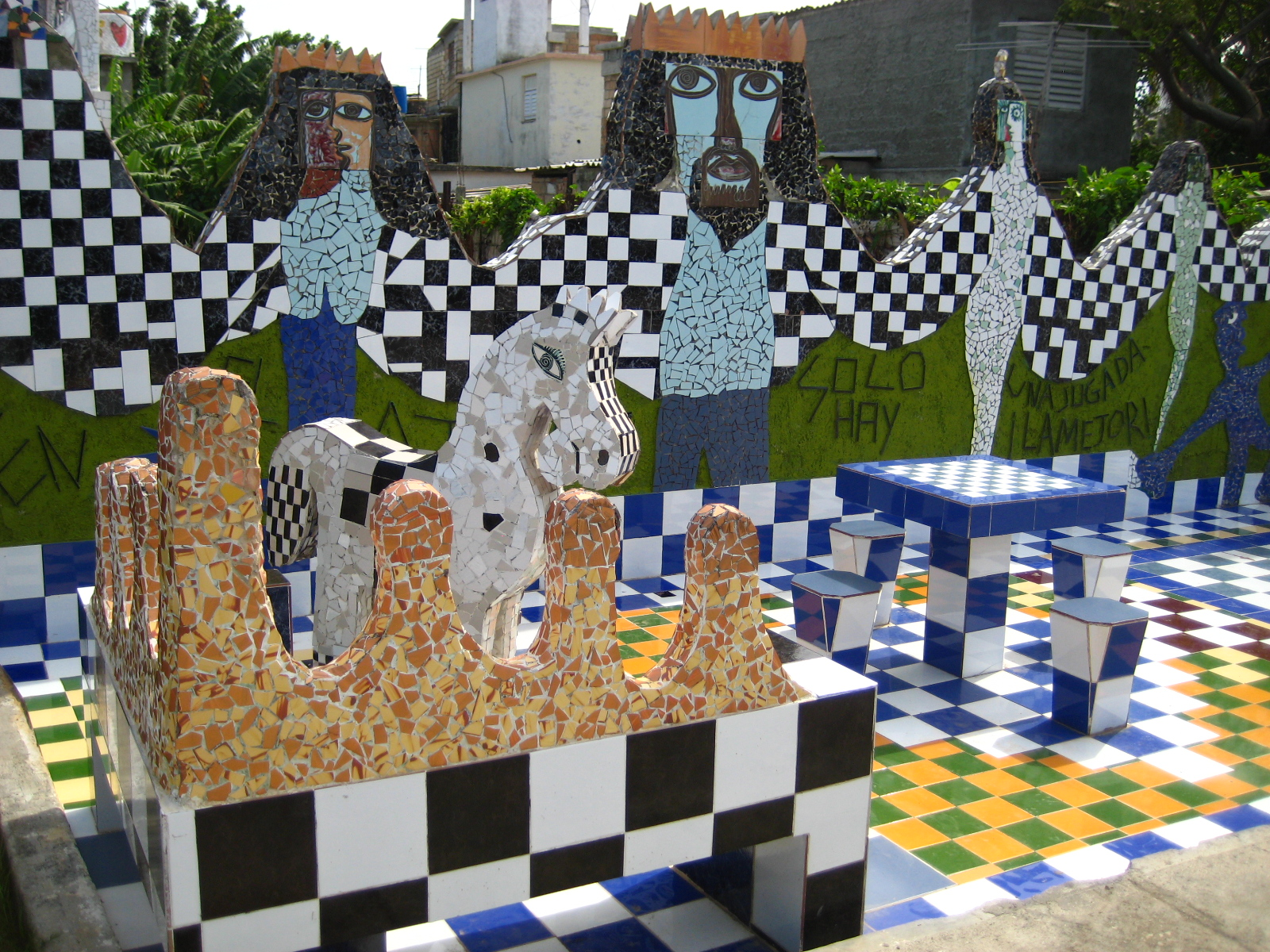
Šachový park